# Méry Laurent
Pour les articles homonymes, voir Laurent et Louviot.
Méry Laurent, née Anne Rose Suzanne Louviot (Nancy, 29 avril 1849 – Paris, 26 novembre 1900) est une demi-mondaine, muse de plusieurs artistes parisiens. Elle tient un salon littéraire, et y accueille Stéphane Mallarmé, Émile Zola,  Marcel Proust, Auguste de Villiers de l'Isle-Adam,   François Coppée ou encore Henri Gervex, James Whistler ou Édouard Manet,.

## Biographie
Anne Rose Suzanne Louviot naît en 1849 à Nancy ; elle est la fille d'une lingère chez le maréchal François Certain de Canrobert, et d'un père inconnu. Mariée à quinze ans avec  Jean-Claude Laurent, 27 ans, marchand épicier, sa mère blanchisseuse vend sa fille de 15 ans à Canrobert, pour qu'elle devienne sa maîtresse et reçoive une rente à vie de 500 francs par mois. Cette rente lui permet de monter à l'âge de 16 ans à Paris, où elle commence alors une brève carrière d'actrice. Elle est comédienne légère aux Variétés (le rôle de sa vie y est Vénus anadyomène, nue dans sa coquille) et au Châtelet (elle y joue des fééries d'Offenbach).
En 1873, au moment des perquisitions opérées rue de Suresnes, dans le lupanar et refuge galant des filles de théâtre et des jeunes dames qui s'y rendent en cachette de leur amant, elle est dénoncée, par Gabriel Huglemann, avec une vingtaine de ses camarades artistes, Marguerite Debreux, Alice Regnault, Gabrielle Roux,...
En 1874, devenue cocotte, elle rencontre Thomas W. Evans, chirurgien-dentiste de la famille impériale, qui installe sa maîtresse au 52, rue de Rome, où elle reçoit dans son salon toute l'avant-garde artistique parisienne. C'est à cette occasion qu'elle devient la maîtresse de François Coppée, Stéphane Mallarmé, Antonin Proust, mais aussi le modèle et peut-être la maîtresse d'Édouard Manet qu'elle rencontre en 1876.
À sa mort, elle lègue sa fortune à son dernier coup de cœur et protégé, Victor Margueritte (petit-cousin de Stéphane Mallarmé), à l'exception de son portrait allégorique de l'Automne (tableau de Manet commencé en 1882), offert au musée des beaux-arts de Nancy,.
Elle est inhumée au cimetière du Père-Lachaise (56e division).

## Son salon
Le salon que tient Méry Laurent est un lieu d'échanges qui favorise les démarches créatrices de ceux qui le fréquentent : on y rencontre des peintres, tels qu’Édouard Manet ou Henri Gervex, des poètes et des écrivains comme Mallarmé, Coppée, Huysmans, Proust (l'auteur brosse en partie son portrait dans le personnage d'Odette de Crécy, le plus grand amour de Swann) ou Zola (qui s'inspire d'elle pour Nana), des sculpteurs, des artistes lyriques et des musiciens, tels qu'Hortense Schneider ou Reynaldo Hahn. Celui-ci sera d'ailleurs son exécuteur testamentaire.

## Ses portraits par Édouard Manet

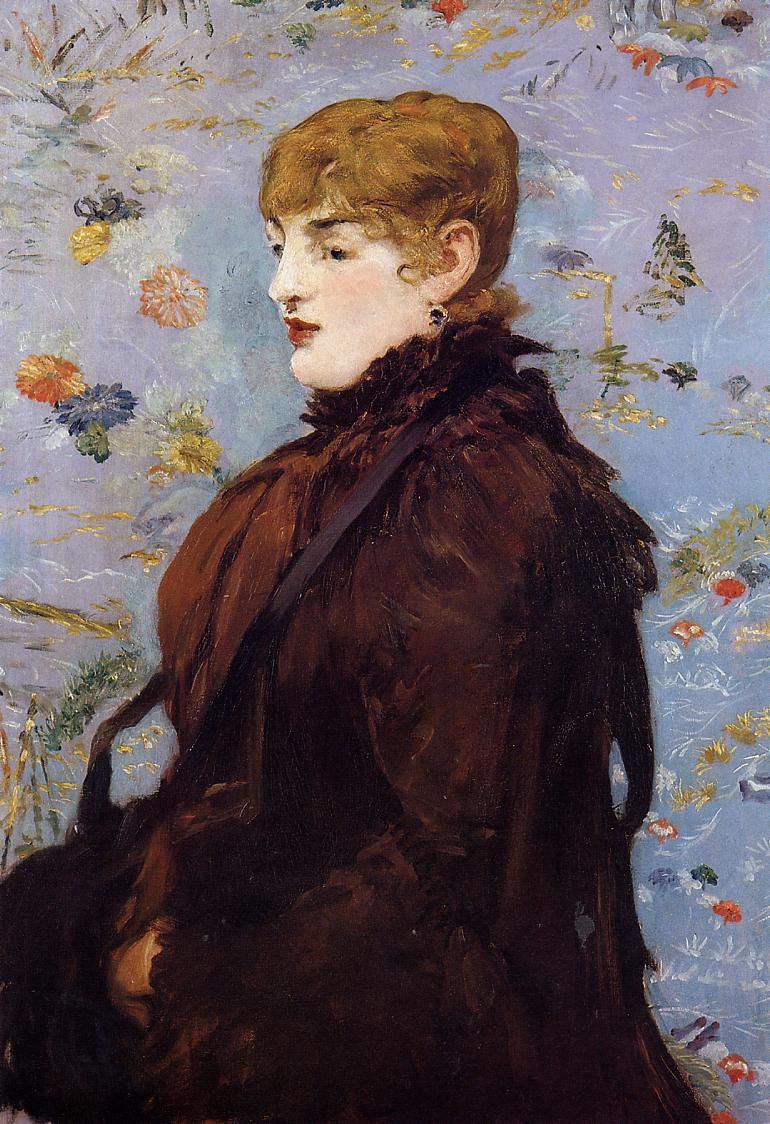
Automne, Méry Laurent.
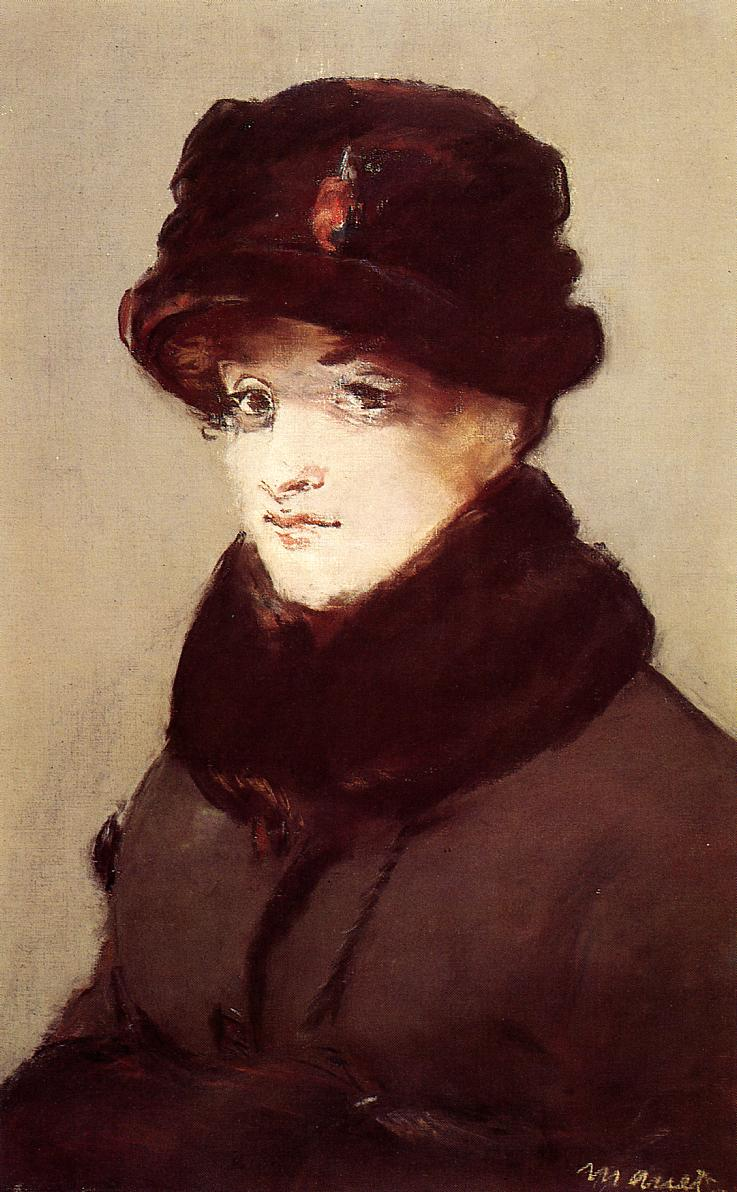
Méry Laurent au Chapeau de Loutre.
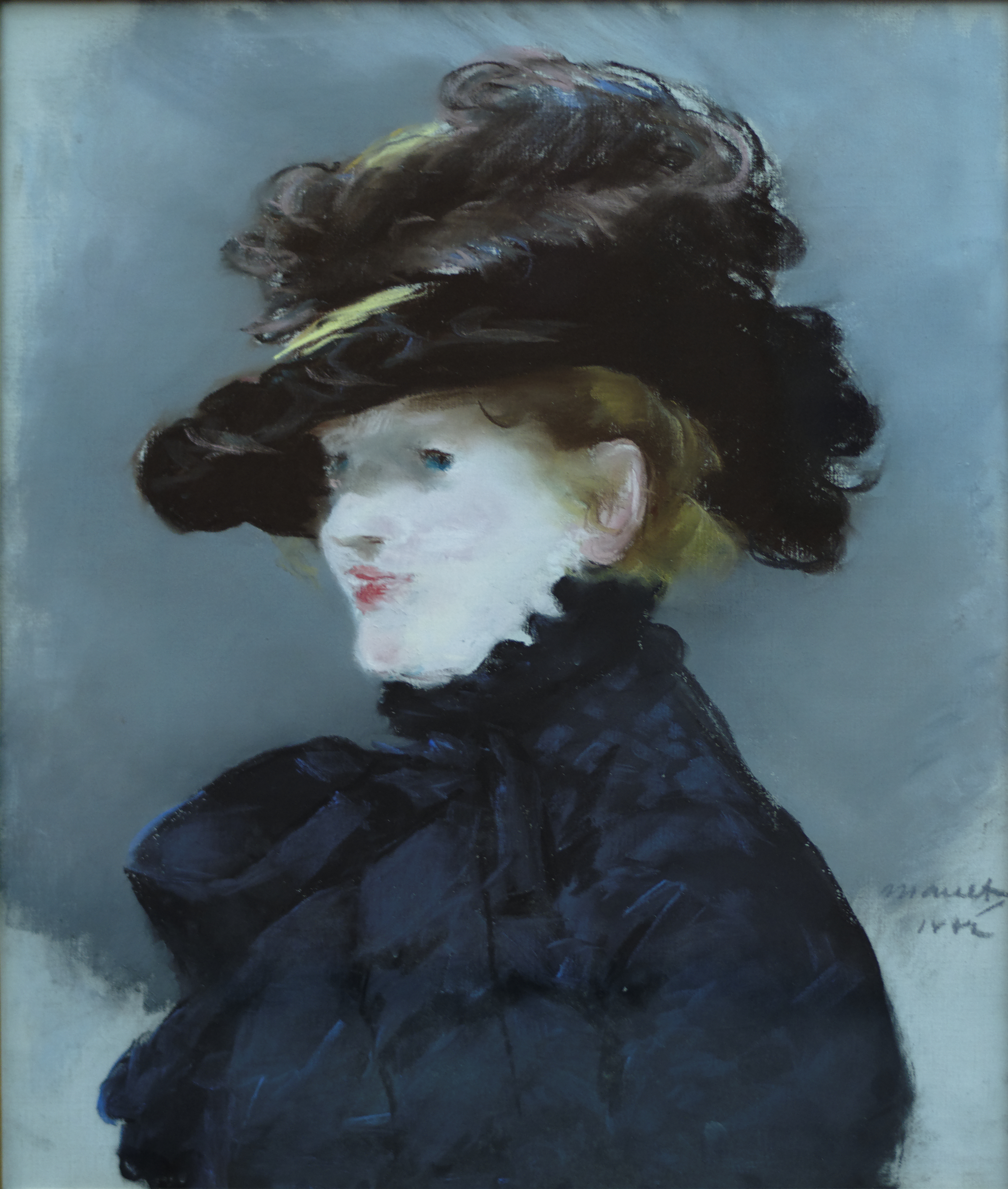
Méry Laurent au Chapeau Noir (l'Automne) (1882).
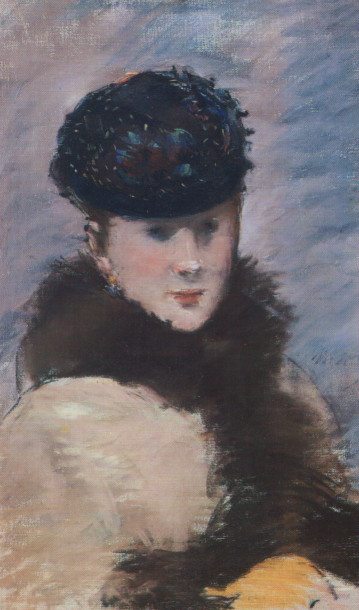
Méry Laurent au Petit Chapeau.